# Trypanorhyncha
Die Trypanorhyncha sind eine Ordnung der Bandwürmer mit über 260 Arten, deren Endwirt vor allem Plattenkiemer sind, bei denen sie im Darm oder Magen parasitieren. Von wirtschaftlicher Bedeutung sind sie vor allem, weil ihre Larven in der Muskulatur vieler kommerziell wichtiger Speisefische vorkommen, die dann genussuntauglich sind.

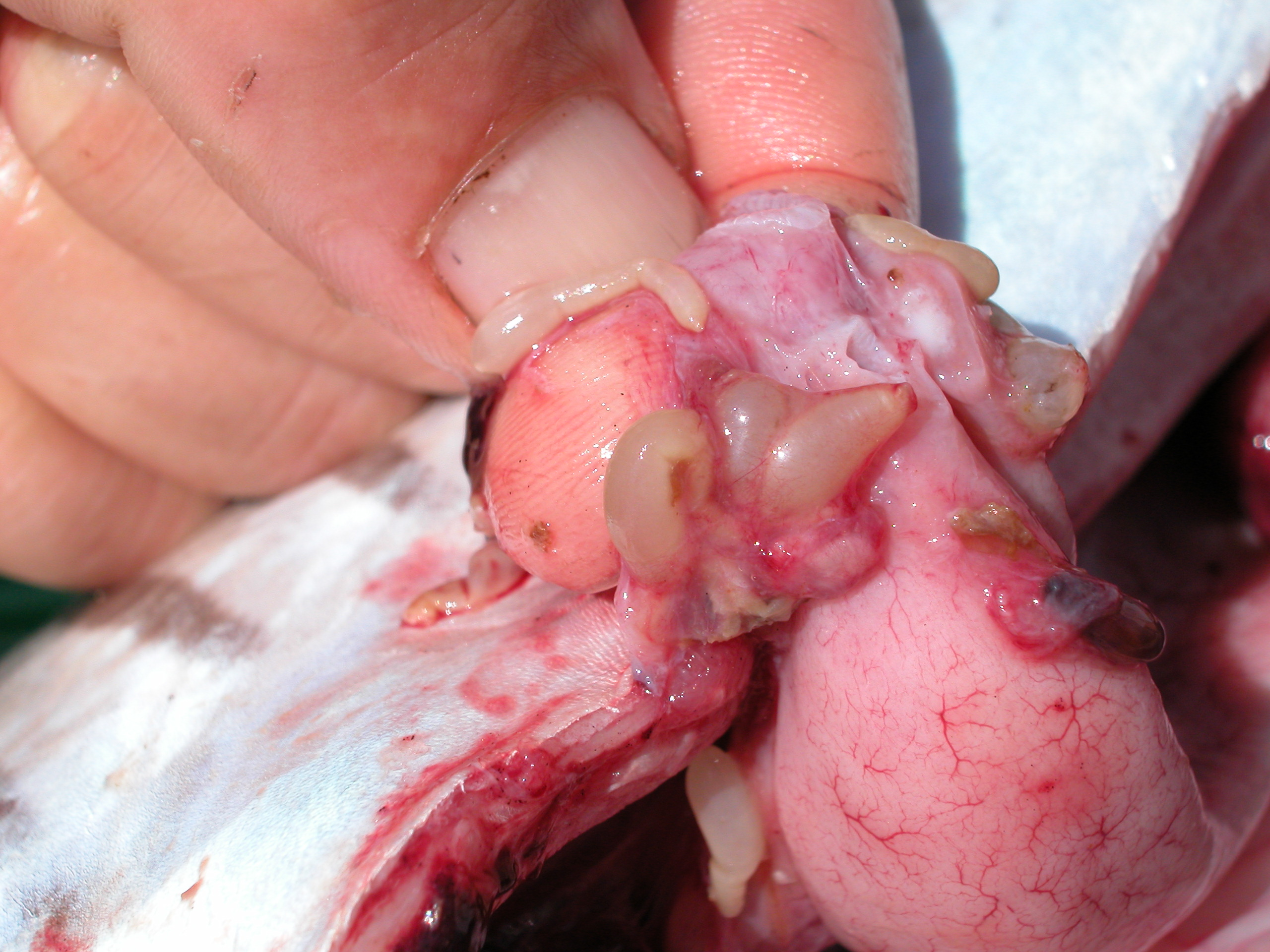
Plerocerci von Callitetrarhynchus gracilis in der Leibeshöhle einer Torpedo-Makrele

## Merkmale
Charakteristische Merkmale sind der Scolex mit den zwei oder vier Saugnäpfen (Bothria) und der Tentakel-Apparat zur Anheftung an den Wirt. Die vier ausstülpbaren Greifarme sind mit Tentakel-Scheide und -Kolben verbunden, die hydrostatisch funktionieren. Die Greifarme sind mit zahlreichen Haken bewaffnet, deren Anordnung hochkomplex an die Anheftungsstelle im Endwirt angepasst ist. Die Plerocerci haben den gleichen Anheftungsapparat wie die Adulten, so dass dieser zur Artdifferenzierung auch der Larven herangezogen werden kann.

## Entwicklungszyklus
Trypanorhyncha haben einen indirekten Lebenszyklus, benötigen also einen Zwischenwirt. Larvenstadien sind von verschiedenen Organen von Knochenfischen, aber auch Wirbellosen wie Krebstieren, Kopffüßern und Muscheln. Auch in Meeresschildkröten wurden Larven nachgewiesen.
Die vorwiegend bei Rochen parasitierenden eutetrarhynchoiden Arten entwickeln sich über unbedeckelte, embroynierte Eier. Nach dem Schlupf werden sie von Kopffüßern gefressen, welche als erster Zwischenwirt fungieren. In ihm entwickelt sich das Prozerkoid. Dieses wird vom zweiten Zwischenwirt (Krebstiere) mit dem Kopffüßer aufgenommen. In diesem entwickelt sich der Plerocercus.
Die vor allem Haie befallenen lacistorhynchoiden Arten haben bedeckelte Eier, aus denen das freischwimmende Coracidium in das Meerwasser gelangt. Sie gelangen in die als erster Zwischenwirt dienenden Kopffüßer, wo sich das Prozerkoid entwickelt. Zweiter Zwischenwirt sind Knochenfische. Die Wirtsspezifität ist gering, so dass sie ein breites Spektrum an Wirten befallen.

## Systematik
Zur Ordnung gehören zwei Unterordnungen mit fünf Überfamilien:
- Trypanobatoida
  - Eutetrarhynchoidea Guiart, 1927
  - Tentacularioidea Poche, 1926
- Trypanoselachoida
  - Gymnorhynchoidea Dollfus, 1935
  - Lacistorhynchoidea Guiart, 1927
  - Otobothrioidea Dollfus, 1942